# Dictyostelium discoideum
Dictyostelium discoideum je druh hlenky. Používá se jako modelový organismus v různých vědních oborech – v molekulární biologii a v genetice, ale i v chemii nebo fyzice.

## Modelový organismus
Při pochopení pochodů odehrávajících se u hlenky Dictyostelium discoideum můžeme lépe porozumět i pochodům objevujícím se u vyšších organismů. Výhodou studia hlenky Dictyostelium discoideum je např. její jednoduchá stavba, krátká reprodukční doba, a tedy možnost připravit velké množství buněk v krátkém čase, dále relativně malý genom (pouze 34 Mb), a tudíž možnost ho snadno popsat a připravit různé mutanty.

### V biologii
Tento organismus je vhodný k popisu cytokineze, pohyblivosti buněk, fagocytózy, chemotaxe, tvorby struktur, buněčné diferenciace, signálních transdukčních drah, mezibuněčné komunikace, vývoje mnohobuněčného organismu z jednotlivých buněk a dalších dějů.

### V chemii a fyzice
Dictyostelium discoideum je jako modelový organismus užíván i v chemii a fyzice. Během agregační fáze se objevují obrazce podobné obrazcům vyskytujícím se u Bělousovovy–Žabotinského reakce. B. P. Bělousov objevil v 50. letech 20. století oscilace v koncentracích katalyzátoru při oxidační reakci kyseliny citrónové bromičnanem. A. M. Žabotinskij později pokračoval ve studiu těchto neobvyklých chemických reakcí a od té doby se tyto reakce označují jako BZ reakce. BZ reakce jsou hojně zkoumány, jak experimentálně, tak teoreticky matematickým modelováním, protože ukazují řadu typů nelineárního dynamického chování. Biologický systém hlenky Dictyostelium discoideum má hodně společného s chemickým BZ systémem a je v současné době studován i z pohledu nelineární dynamiky.

## Životní cyklus
Hlenky Dictyostelium discoideum jsou buňky měňavkovitého tvaru o velikosti asi 10 µm. V přírodě se vyskytují v půdě, a pokud mají dostatek potravy, pohybují se volně jako samostatní jedinci, fagocytózou konzumují bakterie a rozmnožují se dělením. Za laboratorních podmínek jsou pěstovány na agaru s bakteriemi nebo v kapalném živném médiu.
V případě, že se veškerá potrava z okolí buněk vyčerpá, mají buňky Dictyostelium discoideum na rozdíl od ostatních druhů z rodiny hlenek pouze dvě možnosti jak přežít. Buď pohlavním způsobem vytvořit mnohobuněčné makrocysty, nebo nepohlavně vytvořit plodnici nesoucí spory. Ostatní druhy mohou ještě nepohlavním způsobem vytvářet jednobuněčné mikrocysty. Nejvíce studovaným způsobem je tvorba plodnice a spor, protože jsou na něm ukázány základy vývoje mnohobuněčných organismů.
V laboratoři se buňky po odebrání živin nanáší na pevný substrát (agar nebo vlhký filtrační papír) a může začít vývojový cyklus, během něhož buňky nepotřebují potravu a čerpají ze zásob naakumulovaných během vegetativního období. U hladovějících buněk dochází k inaktivaci genů potřebných pro růst a jsou tvořeny nové geny – důležité pro morfogenezi. Buňky získávají schopnost syntetizovat a rozpoznávat cAMP, odpovídat na jeho signály a odbourávat ho. Některé buňky ve vrstvě hladovějících buněk začnou vysílat pulzy cAMP, které se difuzí šíří do okolí. Sousední buňky detekují cAMP tím, že se cAMP naváže na povrchové receptory, a odpovídají dvěma způsoby. Za prvé začnou syntetizovat další cAMP a vysílat ho k buňkám dále od zdroje a za druhé vykonají pozitivní chemotaktický pohyb směrem ke zdroji cAMP. Periodickým opakováním těchto dějů se buňky shluknou do agregačních center.

### Agregace

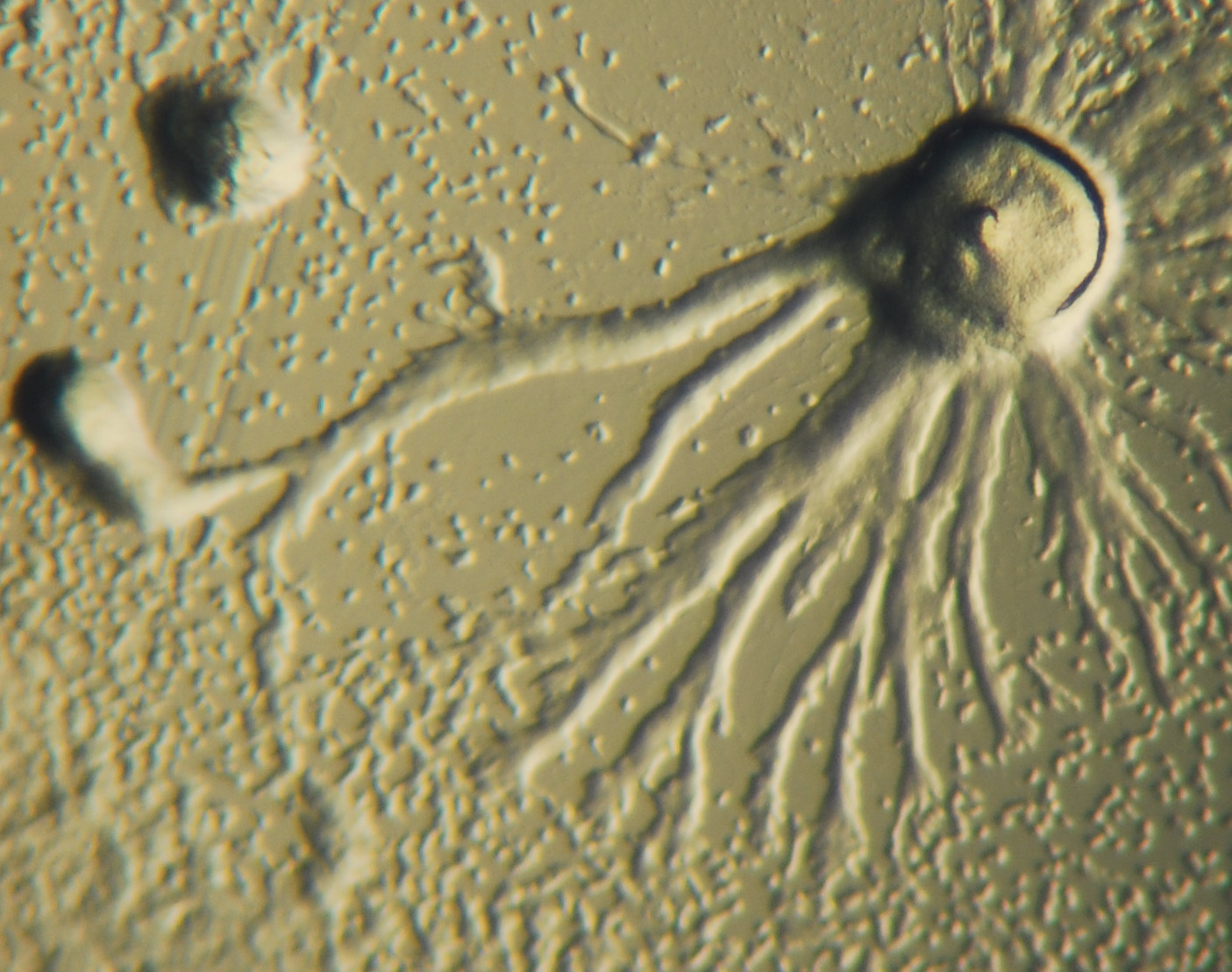
Agregace buněk Dictyostelium discoideum

Ze 100 až 100 000 hladovějících buněk se vytvoří mnohobuněčný, relativně plochý „agregát“ s neostrými hranicemi, který se přemění do takzvané „muldy“ (mould) hemisférického tvaru, jež prodělá úchvatné změny. Nejprve se na ní objeví „špička“ (tip), která roste do výšky a připomíná prst (first finger, někdy se tato fáze také nazývá „stojící slimák“), poté se skácí na podklad a v podobě „slimáka“ (slug) se stěhuje za teplem a světlem, než dosáhne oblasti, kde jsou vhodné podmínky k vytvoření „plodnice“ (fruiting body). Zhruba 25 % buněk (prestalk) je určeno k vytvoření stonku, tudíž předurčeno k zániku. Ze zbývajících buněk (prespore) se ztrátou vody a vytvořením obalu stanou spóry, které ve vrcholu plodnice dokážou přečkat nepříznivé podmínky.
Mladé nezralé spóry vyžadují k naklíčení podněty, jako je například dostatek potravy, staré spóry obsahují autoaktivátor klíčení a klíčí i v nepřítomnosti podnětů. Poté, co jsou buňky zaktivovány ke klíčení, vstupují do lag fáze, během níž vycítí, jestli jsou v jejich okolí vhodné podmínky. Pokud nejsou, vrátí se zpět do klidového stavu. Za příznivých podmínek nabobtnají a je zahájen buněčný vývoj. Buňky se množí, živí a volně pohybují, dokud se opět nevyčerpá potrava z jejich okolí. Pak jsou hladovějící buňky nuceny znovu zagregovat a zopakovat výše popsaný vývojový cyklus.